# Philippe de France (1132-1161)
Pour les articles homonymes, voir Philippe de France.
Philippe de France, né en 1132/1133, mort le 4 septembre 1161, est le dernier fils du roi de France Louis VI le Gros et d'Adèle de Savoie. Sa naissance survint après la mort en octobre 1131 de son frère aîné Philippe dont le nom lui fut donné.
Il entama comme son frère Henri une carrière ecclésiastique, mais mourut jeune à l'âge de 28/29 ans. Philippe de France fut chanoine, doyen du chapitre de Saint-Martin de Tours, archidiacre de Paris, trésorier puis abbé de l'abbaye Saint-Corneille de Compiègne, et il succéda à son frère Henri comme abbé séculier de Saint-Spire de Corbeil.